# Gabinetto del Regno Unito
Il gabinetto, nella terminologia politica del Regno Unito, è un'istituzione formale composta dai ministri più anziani del governo scelti dal sovrano. La maggioranza dei membri del gabinetto sono a loro volta a capo di dipartimenti di governo e hanno quindi il titolo di "segretari di Stato". Nella tradizione costituzionale del sistema di governo del Regno Unito, il gabinetto rappresenta l'organo decisionale del potere esecutivo.
Nel governo vi sono poi i "ministri" che non fanno parte del gabinetto.

## Storia
In origine il gabinetto rappresentava un sottocomitato del consiglio privato, il ristretto gruppo di consiglieri del sovrano. Il termine deriva dal nome di una stanza privata, relativamente piccola e utilizzata come studio. Frasi come "consigli di gabinetto" risalgono nella tradizione inglese fino all'inizio del Seicento, ma erano disapprovati dal filosofo Bacone negli Essayes.
La modernizzazione del ruolo del gabinetto si deve al primo ministro David Lloyd George, che, durante il suo mandato, considerò necessario avere dei processi decisionali più rapidi e coordinati, istituendo quindi organi formali (come l'ufficio di gabinetto e il segretariato), strutture e regolamenti volti a una maggiore chiarezza tra i membri e i dipartimenti.
Le successive crisi internazionali (la grande depressione, la guerra civile spagnola, la nascita dei governi totalitari fino alla seconda guerra mondiale) confermarono la validità del nuovo assetto e del progressivo passaggio del primo ministro da una posizione di primus inter pares a un ruolo con maggiori poteri e rappresentatività.